# Umbrina steindachneri
Umbrina steindachneri är en fiskart som beskrevs av Cadenat, 1951. Umbrina steindachneri ingår i släktet Umbrina och familjen havsgösfiskar. Inga underarter finns listade i Catalogue of Life.